# زندگی خوشبخت لئوپولد ز.
زندگی خوشبخت لئوپولد ز. (به فرانسوی: La Vie heureuse de Léopold Z.) نام فیلمی از ژیل کارل است. فیلم درباره شخصی به نام لئوپولد زنون ترمبلی است که کارگر برف‌روب در شهر مونترال است و برای خرید هدیه کریسمس برای همسر و فرزندش یک روز کار نمی‌کند. در همان روز در حالی که با کامیونش در شهر جابه‌جا می‌شود تحت نظر رییس‌اش قرار می‌گیرد و در نهایت با خریدن هدیه‌های کریسمس با رئیس‌اش که در ابتدا از او ناراضی بوده به توافق می‌رسد.
ژیل کارل دیدگاه خودش را درباره مفهوم خوشبختی در فیلم‌نامه آورده است. در حالی که لئوپولد شخصیت اصلی فیلم نامه پول چندانی ندارد و از اداره امور مالی پول قرض می‌کند اما خودش را خوشبخت حس می‌کند و از هدیه خریدن برای همسر و فرزندش اجتناب نمی‌کند. از نظر کارل خوشبختی در مال و منال یک فرد نیست بلکه در نحوه گذراندن لحظات زندگی‌اش با افراد خانواده‌اش و در خوشحال کردن آنهاست.
با وجود آن که موضوع فیلم‌نامه درباره کار کردن لئوپولد با کامیون‌اش در خیابان‌های شهر و هدیه خریدن‌اش برای همسر و فرزندش است و این موضوع جدیدی برای یک فیلم‌نامه نیست اما حوادث در سکانسها دارای تنوع هستند و این بر جذابیت فیلم‌نامه می‌افزاید.